# 럭키 넘버 슬레븐
《럭키 넘버 슬레븐》(영어: Lucky Number Slevin, 오스트레일리아 제목은 영어: The Wrong Man)은 2006년 개봉한 블랙 코미디 네오누아르 범죄 스릴러 영화이다.

## 줄거리
두 명의 마권 업자가 각기 따로 습격당해 살해된다. 한 버스 터미널에서는 굿캣이라는 남자가 한 젊은 남자에게 맥스라는 인물에 대한 이야기를 들려준다. 맥스는 20년 전 폭력 조직에게서 돈을 빌려 승부 조작된 경마에 돈을 걸었지만 말이 경주 중에 죽어 버렸다. 조직은 다른 사람들에게 본보기로 보여 주기 위해 맥스는 물론 아내와 아들 헨리까지 살해했다. 굿캣은 “캔자스시티 셔플”이라는 미끼 상술 신용 사기 이중 속임수를 설명한 뒤 젊은 남자를 살해하고 그의 시신을 트럭에 싣고 떠난다.
한편 “슬레빈 컬레브라”는 친구 닉 피셔의 뉴욕 아파트에 머무는데, 이웃 린지가 찾아와 닉이 사라진 일과 아파트 문이 열려 있던 이유를 이야기한다. 린지는 닉이 실종된 것 같다고 추측하고, 린지가 떠난 후 슬레빈은 낯선 남자들에게 납치되어 “보스”라는 인물에게 끌려간다. 보스는 슬레빈을 닉으로 착각하고 도박 빚을 갚든지 아니면 라이벌인 “랍비”의 아들을 죽이라고 요구한다. 보스는 아들이 살해된 책임이 랍비에게 있다고 생각해 랍비의 동성애자 아들 이츠혹 “요정”을 죽여 복수하길 원한다.
슬레빈은 아파트로 돌아오지만 이번에는 랍비의 유대인 부하들에게 납치당한다. 랍비 역시 슬레빈을 닉으로 착각하고 빚을 갚으라고 요구한다. 슬레빈은 보스에게 이츠혹을 죽이겠다고 말한다. 한편 굿캣은 양측 모두와 연루되어 있으며, 닉이 빚 상환 독촉을 당하게 된 것도 그의 짓이고, 이츠혹이 죽으면 슬레빈까지 살해하고 두 사람을 자살로 위장하려는 계획을 세워둔 것으로 보인다.
보스와 랍비를 조사하고 있는 브리카우스키 형사가 슬레빈에게 접근한다. 굿캣이 20년 만에 동네로 돌아왔다는 사실을 알게 된 브리카우스키는 보스, 랍비, 굿캣, 슬레빈 사이에 연관성이 있다고 생각한다. 슬레빈은 동성애자인 척하며 이츠혹의 아파트에 초대받고, 굿캣과 함께 이츠혹과 그의 경호원들을 죽인다. 그 후 둘은 보스와 랍비를 납치하여 보스의 펜트하우스에 감금한다. 그곳에서 슬레빈은 자신이 맥스의 아들 헨리임을 밝힌다. 맥스를 죽인 폭력 조직은 보스와 랍비였으며, 굿캣은 어린 헨리를 죽이기 위해 고용된 암살자였다. 그러나 굿캣은 양심의 가책을 느껴 헨리를 자신의 아들처럼 키워 왔던 것이다. 슬레빈은 랍비와 보스를 그들이 자신의 아버지를 죽였던 방식과 동일하게 비닐봉지를 씌워 질식사시킨다. 한편 굿캣은 본인의 정체를 숨기기 위해 닉의 실종을 조사하면서 자신의 사진을 찍었던 린지를 쏜다.
슬레빈을 추적하던 브리카우스키는 차 안에서 상사와 통화하던 중에 가명 슬레빈 컬레브라의 의미를 듣게 된다. 과거 맥스가 돈을 걸었던 말의 이름이 “럭키 넘버 슬레빈”이었고, “컬레브라”(켈레브라)는 히브리어로 나쁜 개라는 뜻으로, 굿캣의 이름을 거꾸로 반영한 것이었다. 그리고 브리카우스키는 20년 전 도박 빚을 갚기 위해 슬레빈의 어머니를 살해한 장본인이었다. 곧 브리카우스키의 차 뒷좌석에서 슬레빈이 모습을 드러내고 브리카우스키의 머리에 총을 쏜다.
나중에 슬레빈은 버스 터미널에서 린지와 재회한다. 실은 굿캣이 린지를 살해하려고 하기 전에 슬레빈이 린지에게 자신의 정체를 밝혔으며 린지가 죽음을 위장할 수 있게 도왔던 것이다. 굿캣이 속임수를 눈치채고 나타나자 슬레빈은 린지를 구해야만 했고 굿캣이 이해하지 못할 것이라고 생각했다고 설명한다. 그러나 과거 어린 슬레빈의 목숨을 살려 주었던 굿캣은 슬레빈에게 그를 이해한다고 말하고 린지를 살려 두기로 한다. 굿캣은 슬레빈에게 맥스의 시계를 돌려주고 군중 속으로 사라진다.

## 출연진
- 조시 하트넷 - 슬레빈 컬레브라 / 헨리 역
- 루시 류 - 린지 역
- 브루스 윌리스 - 미스터 굿캣 / 스미스 역
- 스탠리 투치 - 브리카우스키 형사 역
- 벤 킹즐리 - “랍비” 역
- 모건 프리먼 - “보스” 역
- 마이클 루번펠드 - 이츠혹 / 더 페어리 역
- 피터 아우터브리지 - 덤브라우스키 형사 역
- 케빈 체임벌린 - 마티 역
- 도리언 미식 - 엘비스 역
- 마이클티 윌리엄슨 - 슬로 역
- 스콧 깁슨 - 맥스 역
- 샘 제이거 - 닉 피셔 역
- 대니 아이엘로 - 로스 역
- 코리 스톨 - 솔 역
- 로버트 포스터 - 머피 역
- 제리 멘디시노 - 베니 베긴 역
- 올리버 데이비스 - 헨리 역
- 빅토리아 포더 - 헬렌 역

## 우리말 녹음
KBS 성우진 (2007년 3월 17일)
- 김승준 - 슬레빈(조시 하트넷)
- 정미숙 - 린지(루시 류)
- 김병관 - 보스(모건 프리먼)
- 이완호 - 랍비(벤 킹즐리)
- 이정구 - 미스터 굿캣(브루스 윌리스)
- 장광 - 브리카우스키(스탠리 투치)
- 김규식 - 로스(대니 아이엘로) / 머피(로버트 포스터)
- 장승길 - 조폭 리더(제리 멘디시노) / 브리카우스키의 동료 경찰(케빈 체임벌린)
- 변영희 - 맥스(스콧 깁슨) / 남자(마이클 루번펠드)
- 이규석 - 보스의 부하(도리언 미식) / 브리카우스키의 동료 경찰(피터 아우터브리지) / 맥스의 삼촌
- 홍진욱 - 닉 피셔(샘 제이거)
- 김대중 - 보스의 부하(마이클티 윌리엄슨) / 랍비의 부하(코리 스톨) / 경마장 안내방송
- 유지원 - 맥스의 아들(올리버 데이비스)